# Laurentius Petri Gothus
Laurentius Petri Gothus (Lars Petersson), född 1529 eller 1530 i Söderköping, Östergötland (därav tillnamnet), död 12 februari 1579 i Uppsala, var en svensk ärkebiskop och psalmdiktare. Han är även känd som Laurentius Petri den yngre till skillnad från svärfadern Laurentius Petri Nericius. 

## Biografi
Laurentius Petri Gothus bedrev studier vid Wittenbergs universitet från omkring 1546, och blev där lärjunge till Philipp Melanchthon samt magister 1558 med hjälp av hertig Erik (sedermera Erik XIV).
Med Olaus Petri var han sin samtids största psalmdiktare.;han skrev även dikter, till exempel en latinsk dikt om goterna, Strategema Gothici Exercitus adversus Darium 1559, som senare kom att inspirera göticismen.
Laurentius Petri Gothus utnämndes till hovpredikant efter sin hemkomst 1561. Från 1566 var han professor i grekiska i Uppsala. Han var en av de viktigare editörerna vid 1567 års psalmbok, och i 1572 års psalmboksutgåva. 1574 utsågs han till ärkebiskop trots att han inte fick majoritet av valkollegiet; kungen utnämnde honom i december efter att han antagit kungens förslag som skulle leda till ett försök att åter katolicera Sverige; det tog sig främst liturgiska former och mötte stort motstånd. Han närmade sig sålunda katolicismen och lät sig vigas på katolskt vis (smord i juli 1575). 
Laurenitus Petri Gothus anslöt sig med övertygelse till de förmdelingssträvanden, som tog sig uttryck i Johan Nova ordinanta och liturgi, vars förord han sannolikt författat och som han på riksdagen 1577 försvarade. Redan året därpå bröt han dock med den liturgiska rörelsen och riktade i skriften Contra novas papistarum machinationes.
År 1576 lät han utge en ny psalmbok, och året därpå Luthers lilla katekes.
Han var gift med Margareta Larsdotter, dotter till företrädaren Laurentius Petri Nericius. De hade två döttrar. Brorsonen Laurentius Paulinus Gothus blev ärkebiskop 1637.

## Psalmer
- En syndig man (Göteborgspsalmboken 1650, 1695 nr 251, 1937 nr 254) Finns på Wikisource.
- Hela världen klagar sig (1695 nr 399)

Han är också representerad i den danska Psalmebog for Kirke og Hjem.